# Ferdinand Schirnböck
Ferdinand Schirnböck (* 27. August 1859 in Oberhollabrunn, Niederösterreich; † 16. September 1930 in Perchtoldsdorf, Niederösterreich) war ein akademischer Maler und Kupferstecher.

## Leben
Ferdinand Schirnböck entstammte einer Fassbinderfamilie. Sein Vater starb früh an Cholera, seine Mutter ermöglichte ihm den Besuch des Hollabrunner Gymnasiums, wo sich bereits seine künstlerische Begabung zeigte. Danach studierte er an der Kunstschule des österreichischen Gewerbemuseums und an der Wiener Kunstakademie. Dort besuchte er eine Spezialklasse für Kupferstecher.

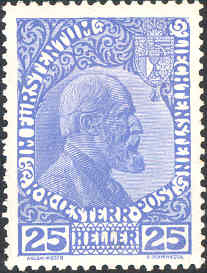
Briefmarke für Liechtenstein 1912. Entwurf: K. Moser, Stich: F. Schirnböck

Er arbeitete zunächst in Buenos Aires und entwarf argentinische Banknoten und Briefmarken, für die er auch die Kupfer- und Stahlstiche anfertigte. 1892 kehrte er nach Österreich zurück und arbeitete für die Österreich-Ungarische Bank (heute Österreichische Nationalbank) und die Staatsdruckerei. Nach den Entwürfen von Koloman Moser fertigte er die Stiche für mehrere Briefmarkenserien an, die ihn international berühmt machten. 1906 stach er die Briefmarkenserie für Bosnien-Herzegowina, die von den damals üblichen Darstellungen von Staatsoberhäuptern und Wappen abwich und Landschaftsbilder zeigte. Die Briefmarkenserie aus dem Jahr 1908 zum 60. Thronjubiläum von Kaiser Franz Joseph I., die vom Jugendstil beeinflusst ist und mehrfarbig gedruckt wurde, beeinflusste die Porträtdarstellung auf Briefmarken.
In den folgenden Jahren fertigte er Postwertzeichen für Albanien, Bulgarien, Liechtenstein, Norwegen, Polen, Russland, Schweden, Türkei, Ungarn, Vatikan und Siam an.
Schirnböck schuf außerdem Exlibris sowie Stiche und Zeichnungen nach Gemälden anderer Künstler (z. B. Klostersuppe von Ferdinand Georg Waldmüller).
Er war von 1903 bis 1922 Mitglied des Hagenbunds und bis 1905 auch dessen Präsident.

## Ehrungen
- 1929 wurde Schirnböck das Goldene Ehrenzeichen für Verdienste um die Republik Österreich verliehen.[2]
- 1930 wurde die Schirnböckgasse in Wien-Hietzing nach ihm benannt. Auch in seinem Sterbeort Perchtoldsdorf besteht eine Straße mit seinem Namen.

### Werksbeispiele

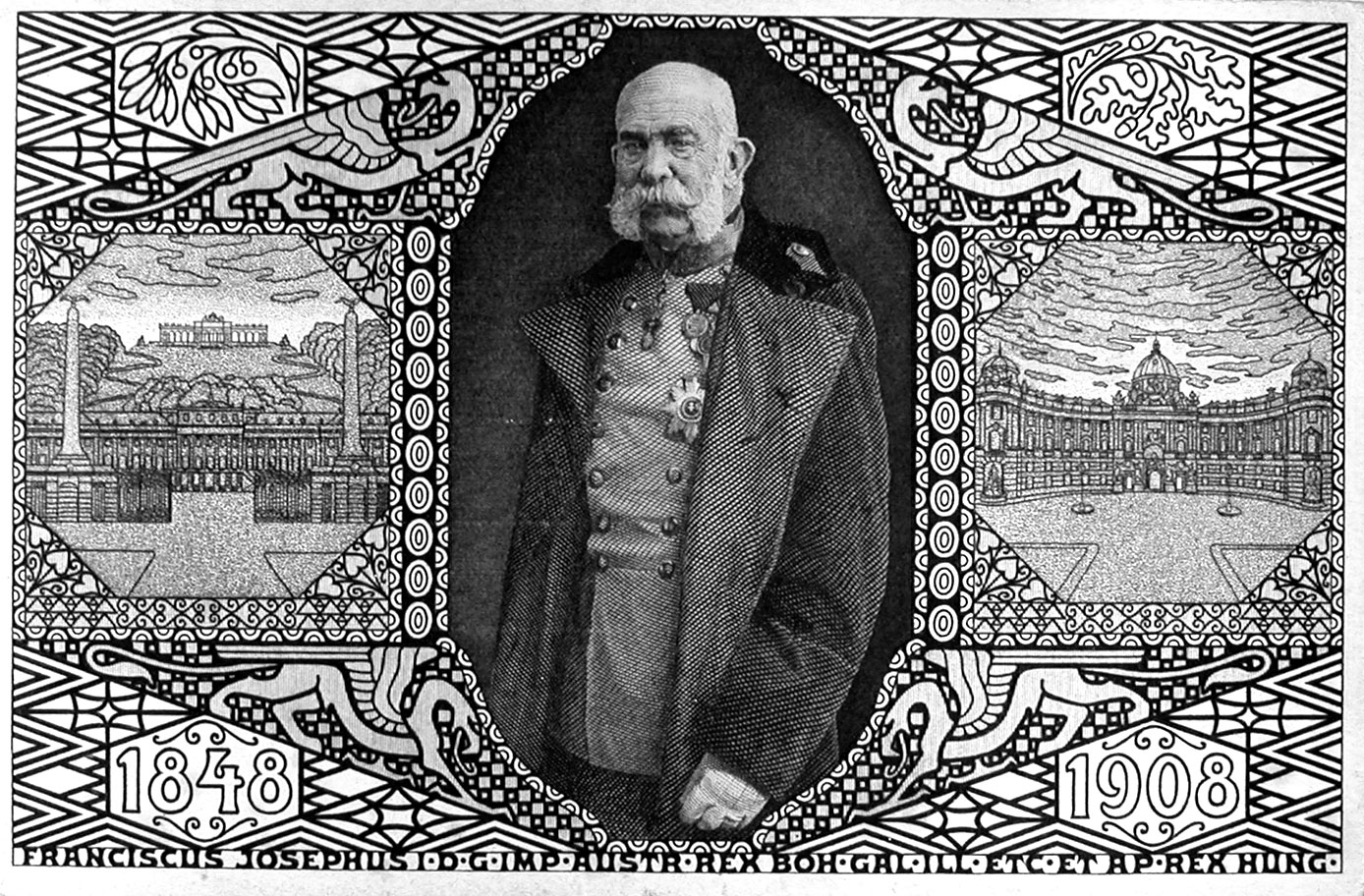
Kaiser Franz Josef 1848–1908 (mit Schönbrunn und Hofburg) / entworfen:  Kolo Moser, gestochen: F. Schirnböck